# Governo Erhard II
Il secondo governo Erhard è stato il settimo governo federale della Repubblica Federale Tedesca, in funzione dal 26 ottobre 1965 al 30 novembre 1966, durante la quinta legislatura del Bundestag.
Il governo, con a capo il cristianodemocratico Ludwig Erhard, è stato sostenuto da una coalizione "giallo-nera" composta dall'Unione Cristiano Democratica (CDU), l'Unione cristianosociale bavarese (CSU) e il Partito liberaldemocratico (FDP).
La coalizione si formò dopo le Elezioni del 1965; un anno dopo, i liberali uscirono dalla coalizione provocando una crisi di governo alla quale è seguita la creazione del governo Kiesinger, composto da cristianodemocratici e socialdemocratici.

## Situazione Parlamentare
La legenda raffigura la situazione  parlamentare al momento del giuramento del nuovo governo: 
| Camera    | Collocazione | Partiti                       | Seggi     |
| --------- | ------------ | ----------------------------- | --------- |
| Bundestag | Maggioranza  | CDU (202), CSU (49), FDP (50) | 301 / 518 |
| Bundestag | Opposizione  | SPD (217)                     | 217 / 518 |

La seguente legenda rappresenta la situazione parlamentare al momento delle dimissioni del governo in seguito all'uscita del partito liberale:
| Camera    | Collocazione | Partiti             | Seggi     |
| --------- | ------------ | ------------------- | --------- |
| Bundestag | Maggioranza  | CDU (202), CSU (49) | 251 / 518 |
| Bundestag | Opposizione  | SPD (217), FDP (50) | 267 / 518 |

## Composizione
| Ministero                                       | Nome | Nome                                                             | Partito |
| ----------------------------------------------- | ---- | ---------------------------------------------------------------- | ------- |
| Cancelliere federale                            |      | Ludwig Erhard                                                    | CDU     |
| Esteri                                          |      | Gerhard Schröder                                                 | CDU     |
| Interno                                         |      | Paul Lücke                                                       | CDU     |
| Giustizia                                       |      | Richard Jaeger                                                   | CSU     |
| Finanze                                         |      | Rolf Dahlgrün Fino al 28/10/1966                                 | FDP     |
| Finanze                                         |      | Interim di Kurt Schmücker                                        | CDU     |
| Economia                                        |      | Kurt Schmücker                                                   | CDU     |
| Agricoltura, alimentazione e foreste            |      | Hermann Höcherl                                                  | CSU     |
| Lavoro e solidarietà sociale                    |      | Hans Katzer                                                      | CDU     |
| Difesa                                          |      | Kai-Uwe von Hassel                                               | CDU     |
| Trasporti                                       |      | Hans-Christoph Seebohm vicecancelliere ad interim dal 28/10/1966 | CDU     |
| Poste e telecomunicazioni                       |      | Richard Stücklen                                                 | CSU     |
| Alloggi e urbanizzazione                        |      | Ewald Bucher Fino al 28/10/1966                                  | FDP     |
| Alloggi e urbanizzazione                        |      | Interim di Bruno Heck                                            | CDU     |
| Rifugiati, profughi e mutilati di guerra        |      | Johann Baptist Gradl                                             | CDU     |
| Rapporti con la Germania Est                    |      | Erich Mende vice cancelliere Fino al 28/10/1966                  | FDP     |
| Rapporti con la Germania Est                    |      | Intérim de Johann Baptist Gradl                                  | CDU     |
| Affari regionali                                |      | Alois Niederalt                                                  | CSU     |
| Ricerca scientifica                             |      | Gerhard Stoltenberg                                              | CDU     |
| Famiglia e gioventù                             |      | Bruno Heck                                                       | CDU     |
| Cooperazione economica                          |      | Walter Scheel Fino al 28/10/1966                                 | FDP     |
| Cooperazione economica                          |      | Interim di Werner Dollinger                                      | CSU     |
| Tesoro                                          |      | Werner Dollinger                                                 | CSU     |
| Sanità                                          |      | Elisabeth Schwarzhaupt                                           | CDU     |
| Rapporti con il consiglio generale della difesa |      | Heinrich Krone                                                   | CDU     |
| Senza portafoglio                               |      | Ludger Westrick Capo della cancelleria federale                  | CDU     |